# Olivskräling
Olivskräling (Simocybe centunculus) är en svampart. Enligt Catalogue of Life ingår Olivskräling i släktet Simocybe,  och familjen Inocybaceae, men enligt Dyntaxa är tillhörigheten istället släktet Simocybe,  och familjen Crepidotaceae. Arten är reproducerande i Sverige.

## Underarter
Arten delas in i följande underarter:
- laevigata
- maritima
- centunculus
- obscura

## Källor

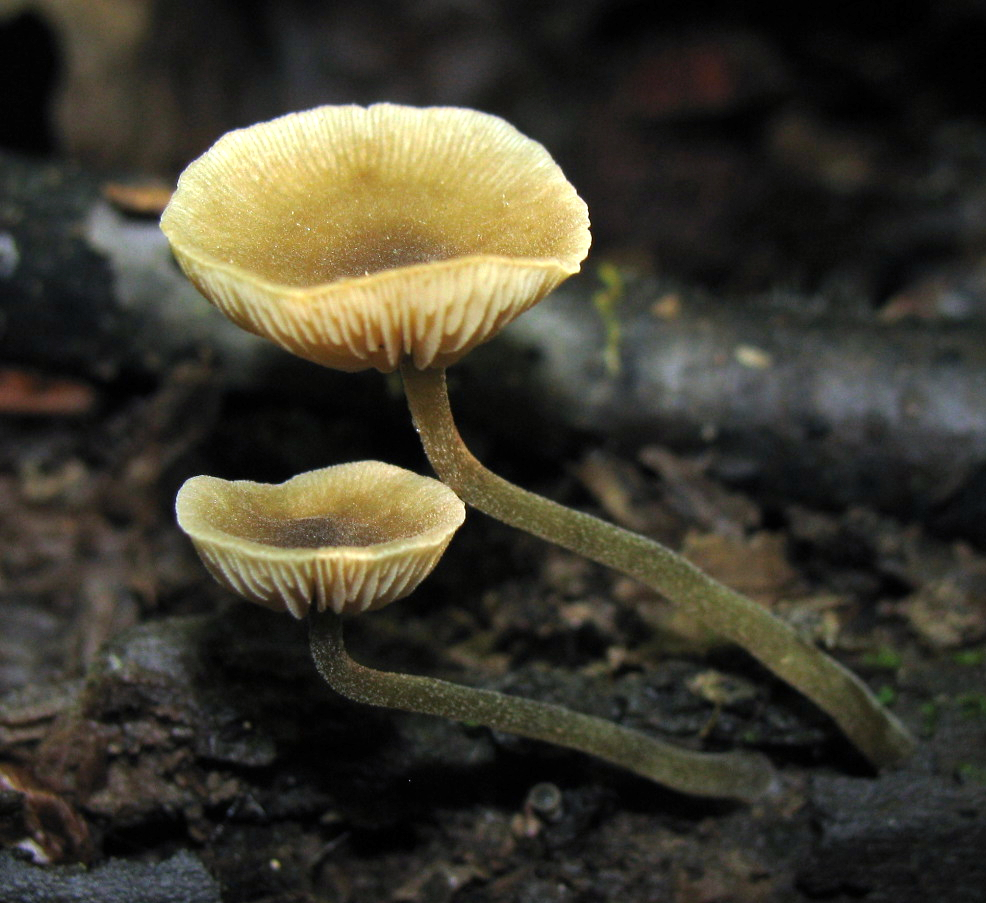
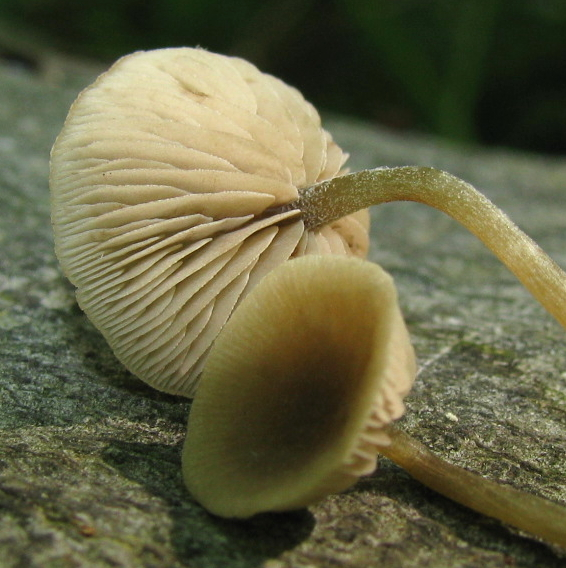
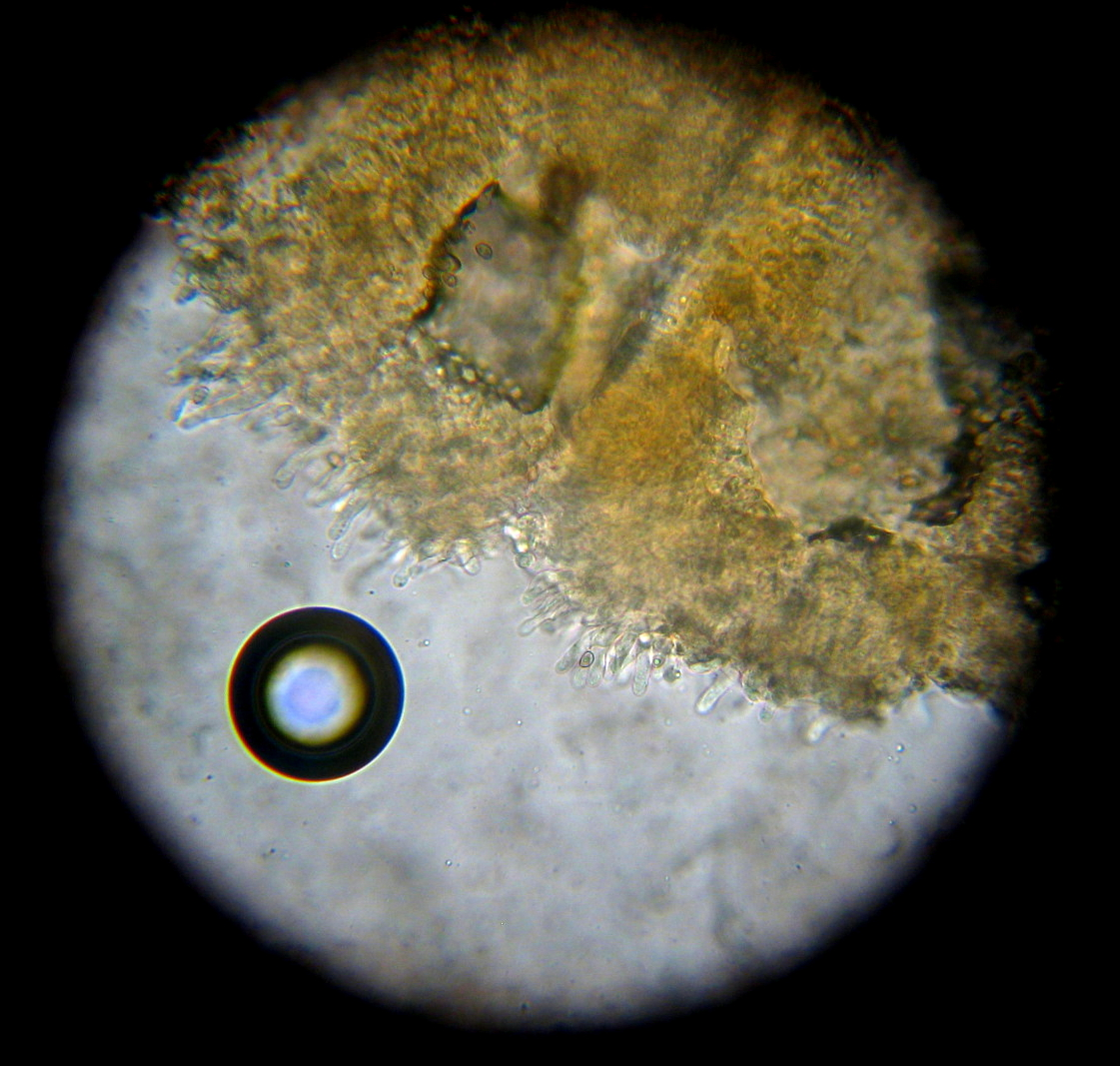
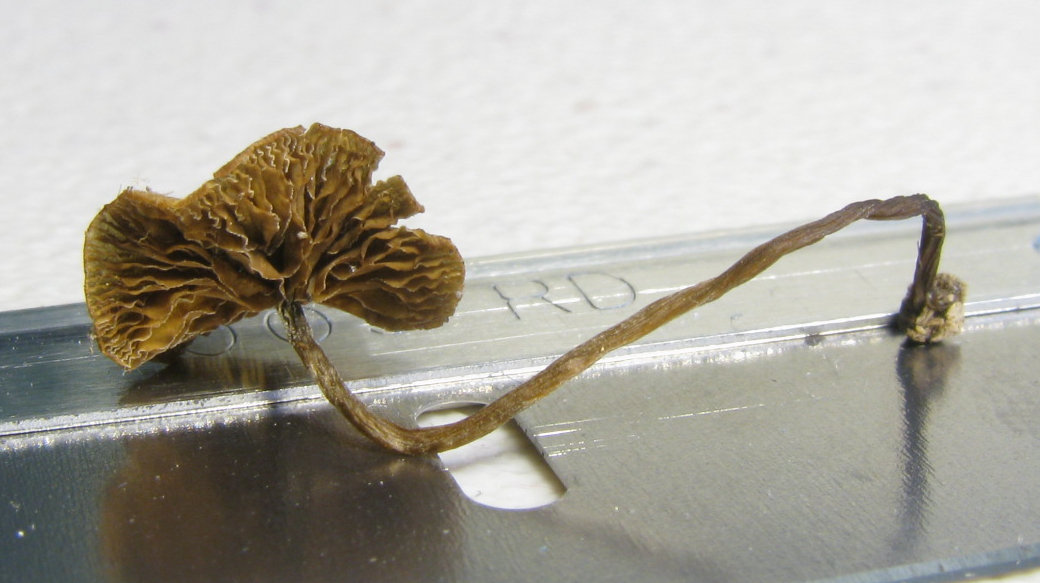
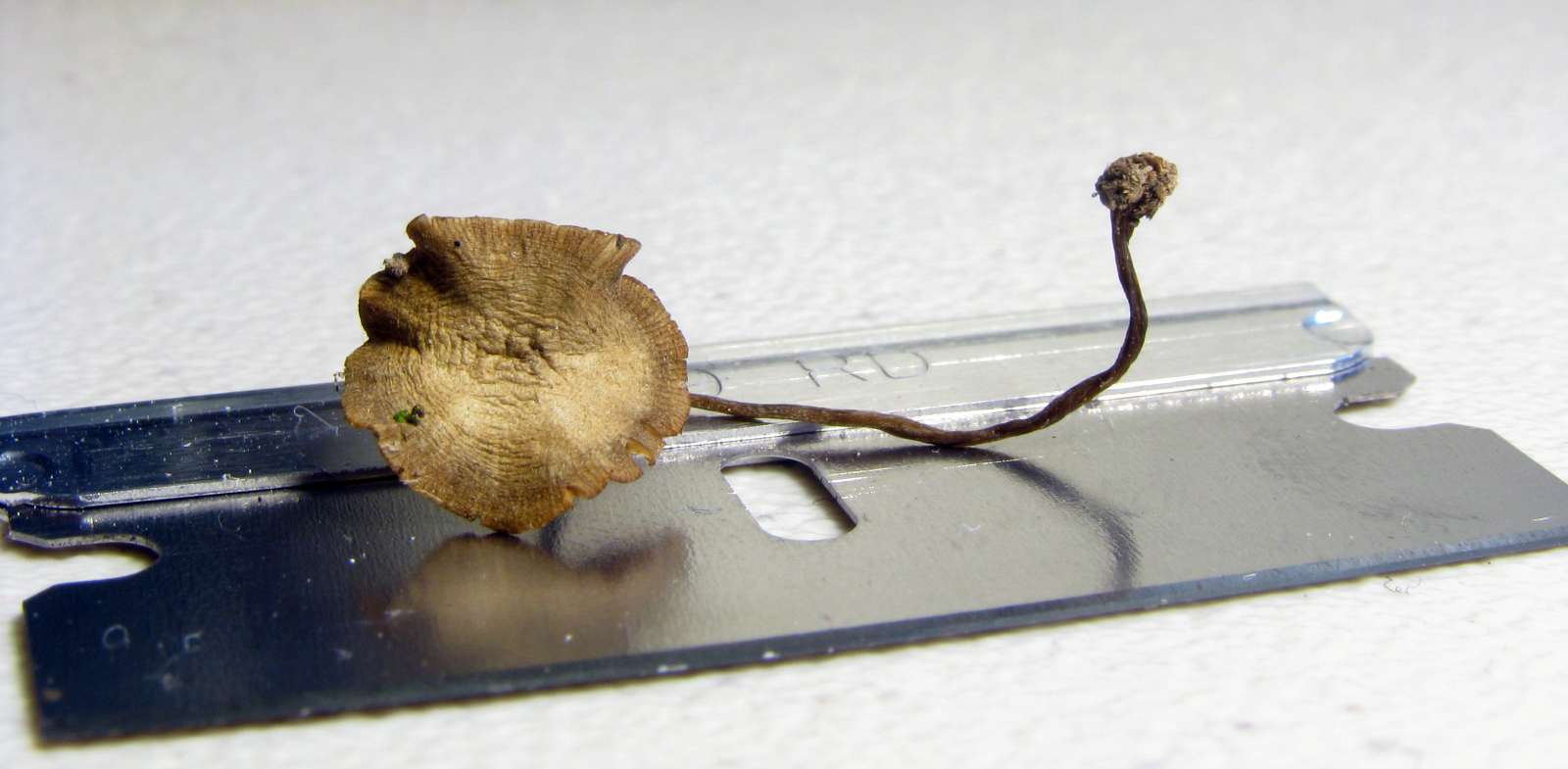
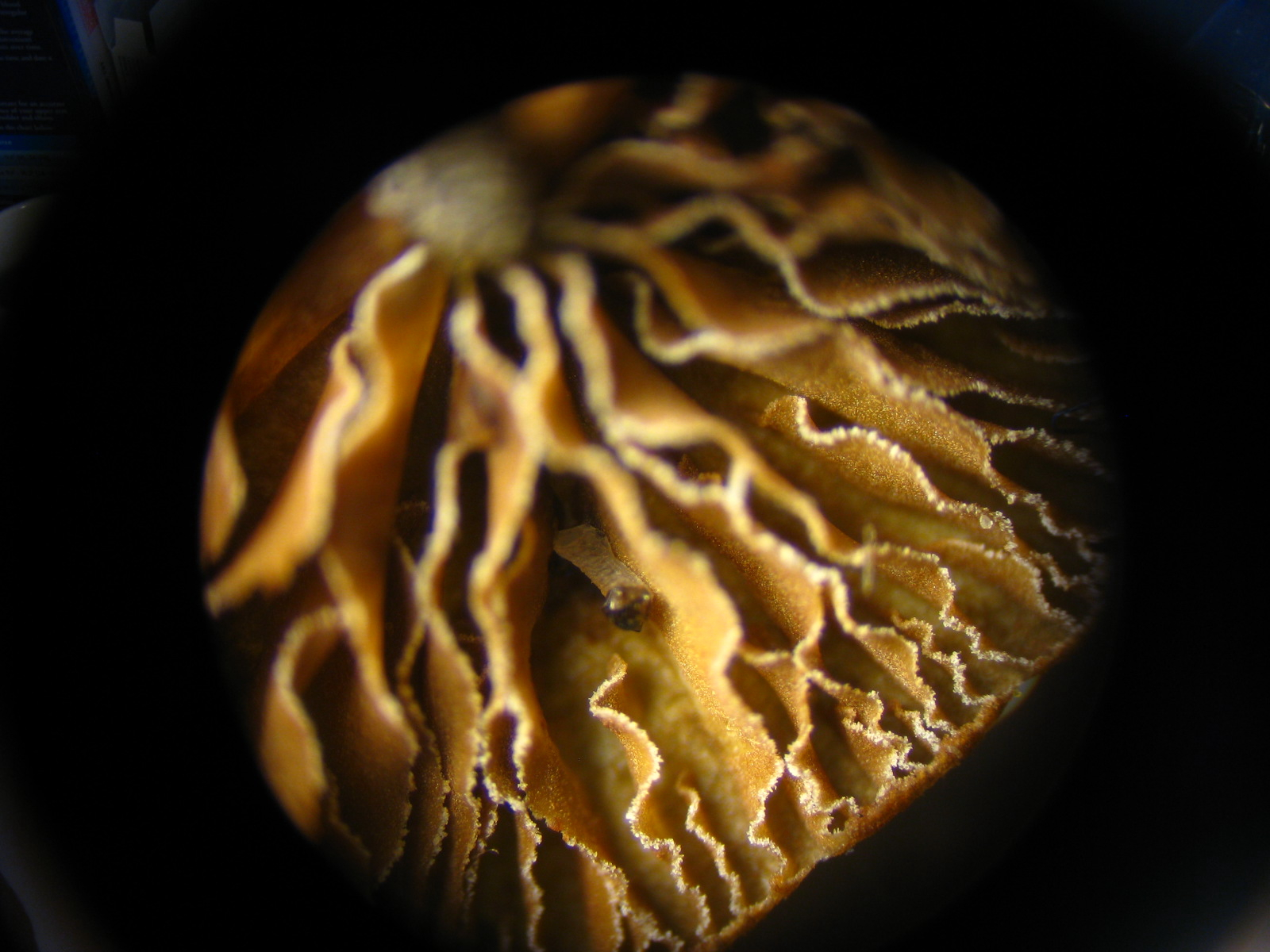
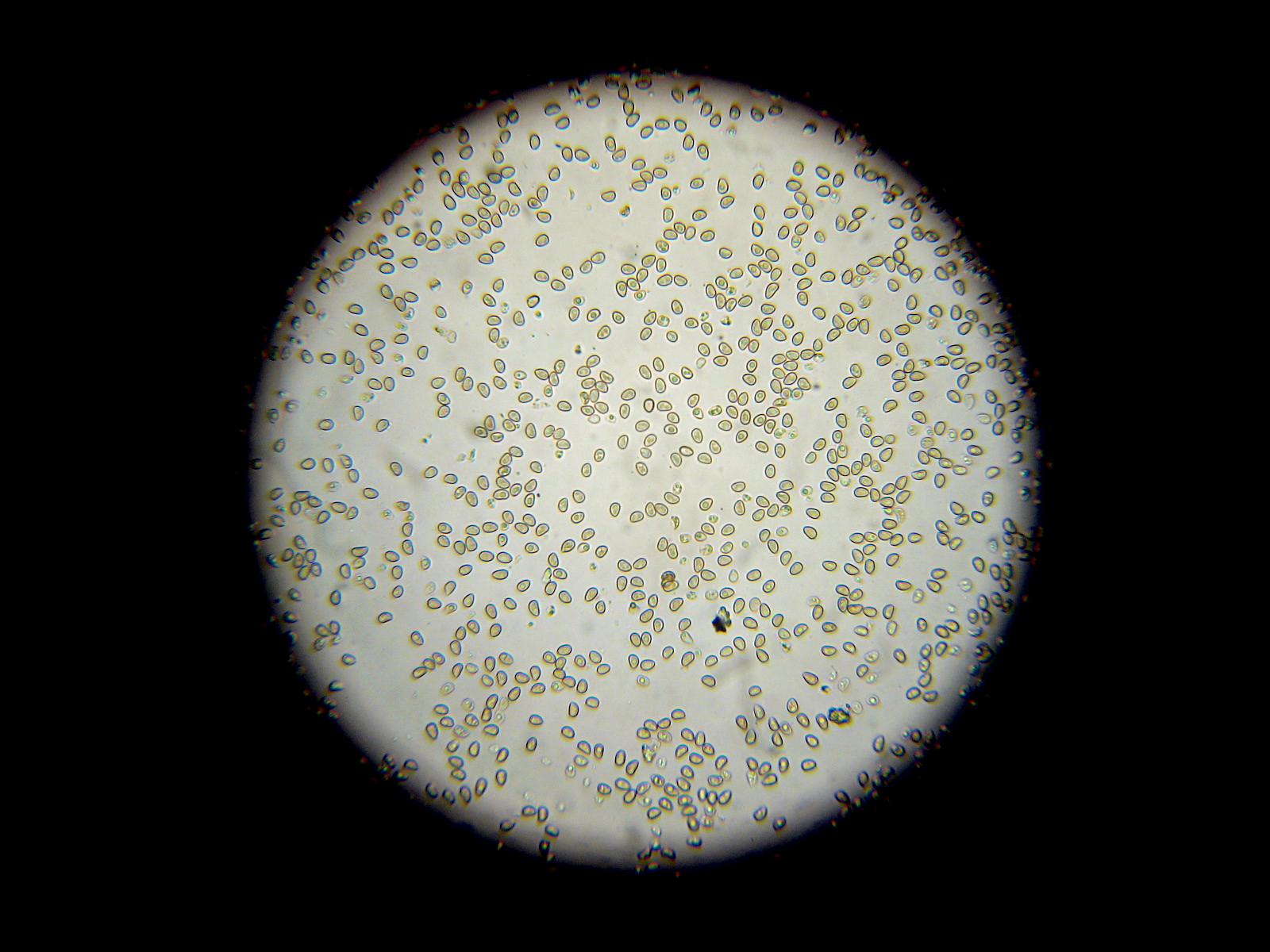
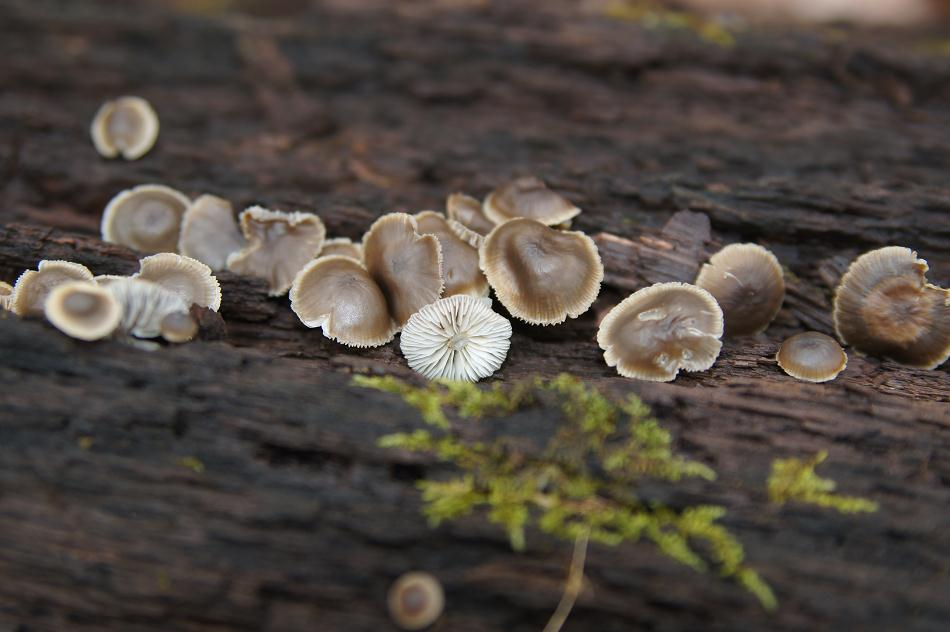